# Alan van der Merwe
Alan van der Merwe, född den 31 januari 1980 i Johannesburg, Sydafrika, är en sydafrikansk racerförare.

## Racingkarriär
van der Merwe inledde sin karriär 2002 i Brittiska F3-mästerskapet, där han slutade på en åttondeplats. 2003 vann van der Merwe samma mästerskap i övertygande stil, då han totalt dominerade poängställningen. Efter det planade hans karriärutveckling ut, då han bara blev fjortonde i Formel 3000 2004, vilket ändå gav honom ett formellt kontrakt med BAR i formel 1, men hans enda primära uppgift var rekordförsöket på Bonneville Salt Flats, där han satte fartrekord för en F1-bil med över 400 km/h. Är sedan 2009 förare av FIA Medical Car i formel 1.